# Politique vaccinale de la France

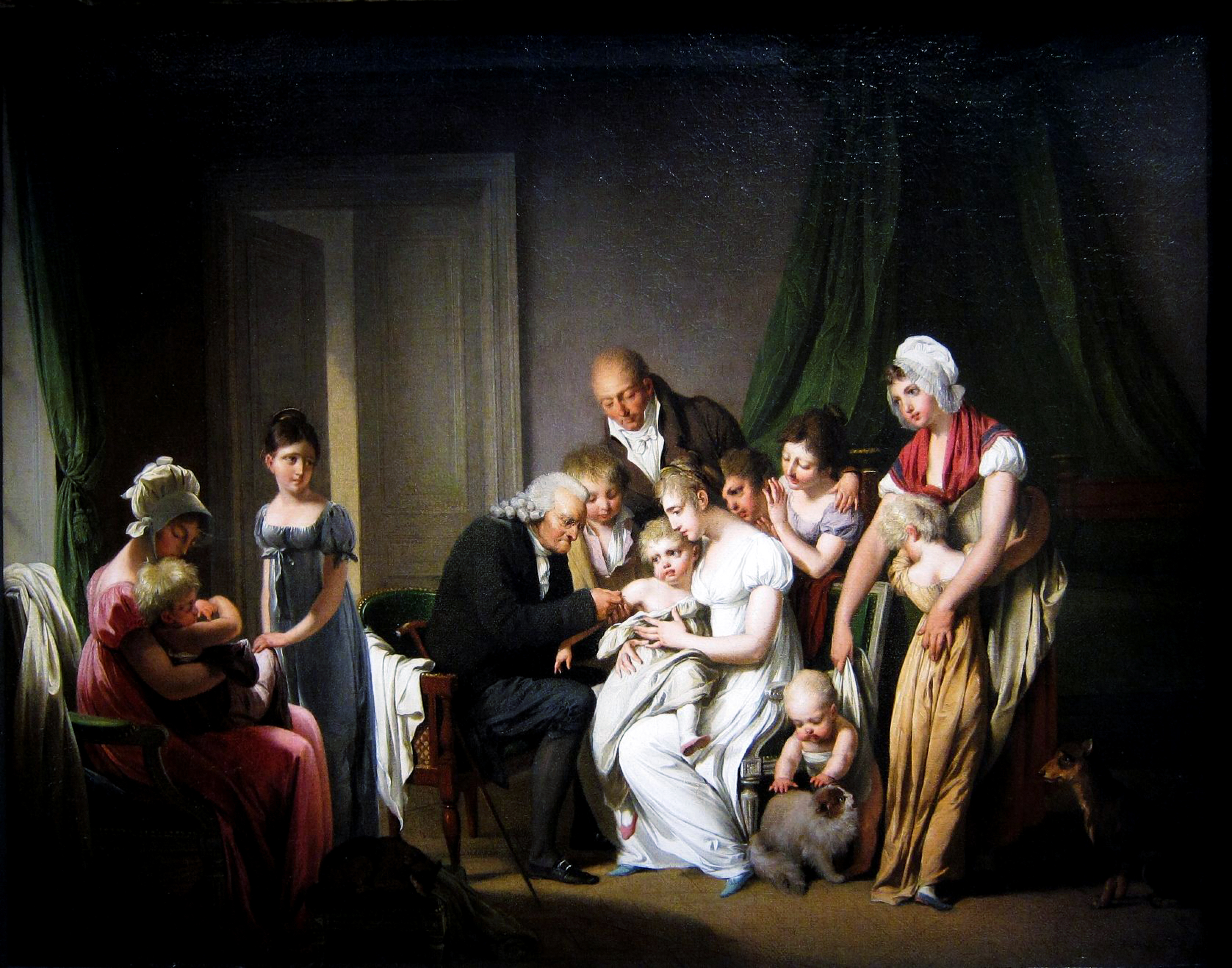
L'inoculation, tableau de Louis-Léopold Boilly (1807).

En France, la politique vaccinale est élaborée par le ministre chargé de la santé après avis de la Haute Autorité de santé.
Entre 1970 et 2018, tous les nouveaux vaccins introduits dans le calendrier vaccinal n’ont pas été rendus obligatoires, mais ont été recommandés. Il s'agissait de promouvoir une conception de la santé fondée non plus sur l'obligation, mais sur la responsabilité individuelle. Le calendrier vaccinal français se caractérisait donc par une superposition de vaccinations obligatoires et recommandées. En 2018, une autre politique a été décidée.

## Vaccinations obligatoires

### Dans la population en général

Campagne de vaccination contre la tuberculose en 1917.

Les obligations vaccinales sont définies par la partie législative du code de la santé publique. 
Un décret peut, compte tenu de l'évolution de la situation épidémiologique et des connaissances médicales et scientifiques, suspendre, pour tout ou partie de la population, les obligations. 
Les vaccinations contre la diphtérie, le tétanos et la poliomyélite (DTP) ont été rendues obligatoires respectivement en 1938, 1940 et 1964. À cette époque le niveau sanitaire général de la population et l’incidence élevée de ces maladies - avec chaque année plus de 40 000 cas de tuberculose, environ 1 500 cas de diphtérie et de 1 000  à   5 000 cas de poliomyélite - rendaient nécessaire ces mesures strictes. Ces vaccinations ne suscitent guère de vastes controverses. Elles doivent être réalisées avant l'âge de 18 mois et « la justification doit être fournie lors de l’admission dans toute école, garderie, colonie de vacances ou autre collectivité d’enfants ». L'obligation est remplie après trois injections à un mois d’intervalle, suivies d’un rappel avant l’âge de 18 mois pour le DT, et de rappels terminés avant l'âge de 13 ans pour le vaccin polio. En ce qui concerne le vaccin polio, les rappels n'étant pas déterminés par décret ou arrêté pris après avis de l'académie nationale de médecine ne peuvent être considérés que comme recommandés, la seule obligation consistant en la primo-vaccination et le rappel un an après, définis par un arrêté du 19 mars 1965 ni abrogé ni modifié.
Le BCG était obligatoire depuis 1950 pour les enfants entrant en collectivité et au plus tard à six ans lors de la scolarisation. L’incidence de la tuberculose diminue en France de façon régulière et progressive. Elle a été divisée par six entre 1972 et 2005. Les cas déclarés en 2005 étaient au nombre de 5 374, ce qui donne environ 8 000 cas après correction. Compte tenu de ces données épidémiologiques, l'obligation du BCG a été suspendue en 2007, au profit d’une « recommandation forte de vaccination pour les enfants les plus exposés à la tuberculose ». Cette décision a été prise à la suite des expertises scientifiques et des recommandations du CSHPF,.
Le vaccin contre la variole était obligatoire en France depuis 1901. À la suite du dernier cas de variole connu dans le monde (en 1977 en Somalie), la primo-vaccination obligatoire est stoppée en 1979, et les rappels de vaccination sont arrêtés en 1984.
En 2018, huit vaccins recommandés sont rendus obligatoires. Le nombre de vaccins obligatoire passe donc de trois à onze, pour les personnes nées après le 1er janvier 2018 :
- vaccin diphtérique, tétanique et poliomyélitique (DTP),
- vaccin contre la coqueluche,
- vaccin contre la rougeole, la rubéole et les oreillons,
- vaccin contre les infections invasives à Haemophilus influenzae de type b,
- vaccin contre l'hépatite B,
- vaccin contre les infections invasives à pneumocoque,
- vaccin contre les infections invasives à méningocoque.

De plus, vaccination contre la fièvre jaune est obligatoire, sauf contre-indication médicale, pour toute personne âgée de plus d'un an et résidant ou séjournant en Guyane.
Jusqu’en 2018, le refus de se soumettre ou de soumettre ceux sur lesquels on exerce l’autorité parentale ou dont on assure la tutelle aux obligations de vaccination ou la volonté d’en entraver l’exécution étaient punis de six mois d'emprisonnement et de 3 750 € d’amende. Depuis cette date, ce délit n’existe plus mais la loi prévoit que la preuve que l’obligation a été exécutée doit être fournie pour l’admission ou le maintien dans toute école, garderie, colonie de vacances ou autre collectivité d’enfants.
La réparation intégrale des préjudices directement imputables à la vaccination obligatoire est assurée par l’Office national d'indemnisation des accidents médicaux.

### Dans certaines professions
L’article L. 3111-4 du code de la santé publique précise que les « personnels des établissements de prévention ou de soins qui sont exposés à un risque de contamination lors de leur exercice professionnel » doivent être vaccinés contre la diphtérie, le tétanos, la poliomyélite et l’hépatite B. L'obligation vaccinale contre la grippe est suspendue depuis 2006 et celle contre la typhoïde depuis 2020. De plus les personnels exerçant dans un laboratoire d’analyses biomédicales doivent être immunisées contre la fièvre typhoïde. Les étudiants se préparant à ces professions sont également soumis à ces obligations vaccinales.
Depuis la loi du 9 août 2004 relative à la politique de santé publique, ces obligations peuvent être suspendues par décret en fonction de la situation épidémiologique et des connaissances médicales et scientifiques.
Entre le 5 août 2021 et le 15 mai 2023, les personnes exerçant leur activité dans les établissements de santé, établissements ou services sociaux ou médico-sociaux, les pompiers … doivent être vaccinés contre la Covid-19,.

## Vaccination recommandée
Les vaccins recommandés en 2025 sont les suivants :
- vaccin bilié de Calmette et Guérin (BCG), contre la tuberculose,
- vaccin contre le rotavirus,
- vaccin contre les infections à papillomavirus humain recommandés pour toutes les jeunes filles et tous les garçons âgés de 11 à 14 ans révolus,
- vaccin contre la grippe saisonnière (chaque année pour les personnes âgées de 65 ans et plus),
- vaccin contre la Covid-19 (chaque année pour les personnes âgées de 65 ans et plus),
- vaccin contre l'hépatite A (pour les personnes à risque),
- vaccin contre la leptospirose (pour les personnes à risque),
- Vaccin antivariolique MVA-BN (pour les personnes à risque),
- vaccin contre la rage (pour les personnes à risque),
- vaccin contre la varicelle (uniquement si non antécédents),
- vaccin contre la zona (pour les personnes âgées de 65 à 74 ans).

En 2009, la vaccination contre la grippe A (H1N1) fait l’objet d’une  campagne nationale, mais la couverture vaccinale s’établit à 5,36 millions de personnes au 1er juin 2010, soit moins de 8,5 % de la population totale.
Entre 1994 et 1998, une campagne de vaccination contre l’hépatite B (vaccin non obligatoire à l’époque) est organisée dans les collèges pour les élèves en classe de sixième. En 2023 et 2024, une campagne de vaccination contre les papillomavirus humains est organisée dans les collèges pour les élèves en classe de cinquième. Début 2024, le taux de vaccination de ces élèves est autour de 10%,.
En 2025, une campagne de vaccination contre le chikungunya au bénéfice des personnes considérées comme à risque de développer une forme grave est organisée à La Réunion.

## Passe sanitaire contre la Covid-19

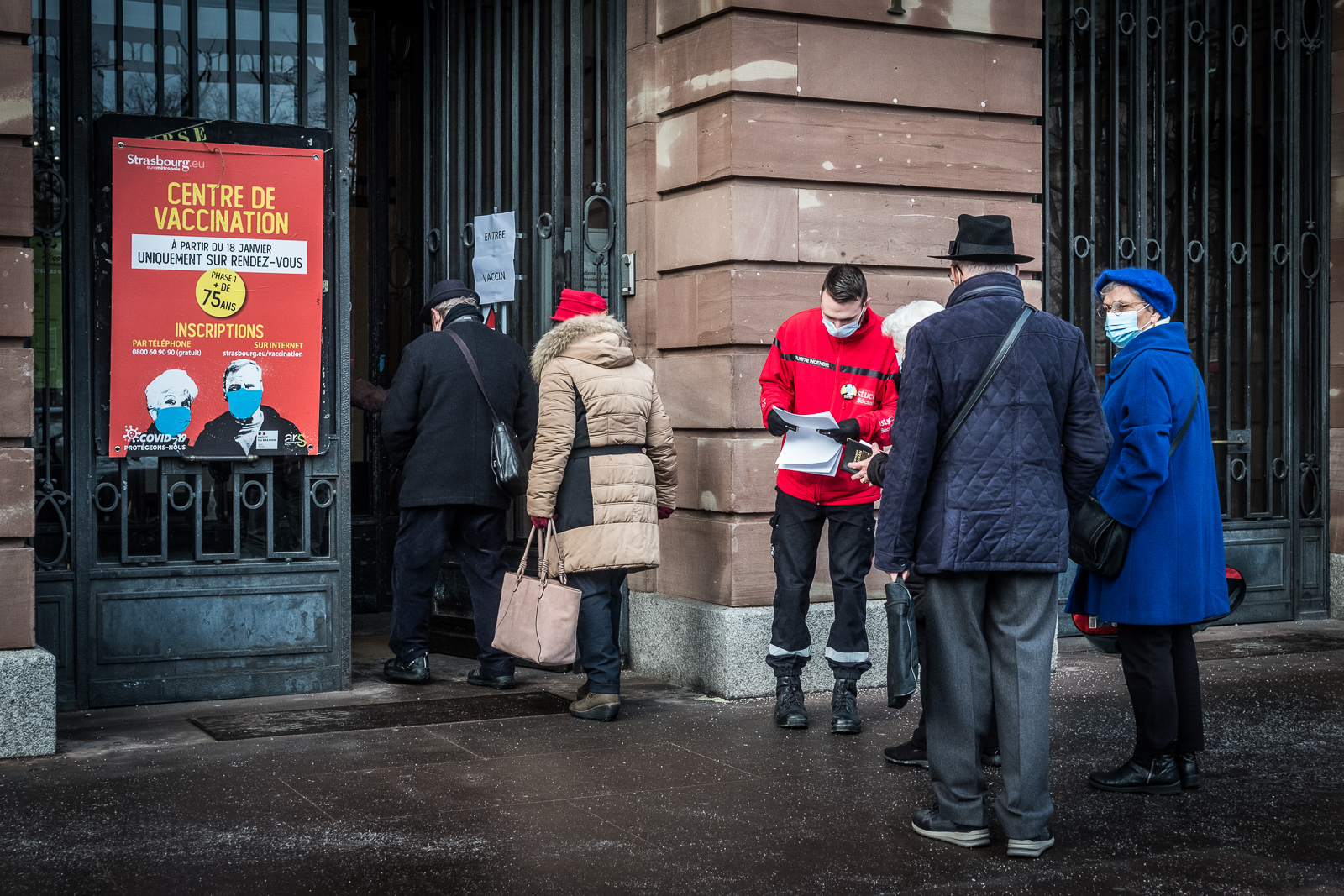
Queue devant l'entrée d'un centre de vaccination contre la Covid 19 en France, en janvier 2021

Le vaccin contre la Covid-19 est une des conditions pour obtenir un passe sanitaire, créé par la loi du 31 mai 2021 et élargi par la loi du 5 août. Ce passe est nécessaire pour accéder à certains lieux, établissements, services ou évènements. Le passe sanitaire européen permet de se déplacer entre les pays européen.
Le passe sanitaire devient passe vaccinal entre le 24 janvier et le 14 mars 2022. Il est abrogé le 31 juillet 2022.
Au 16 mai 2022, la couverture vaccinale de la dose de rappel était de 74,1 % chez les 18 ans et plus (84,0% chez les 65 ans et plus).

## Taux de vaccination
Selon les statistiques de l’OCDE sur la santé 2019, la France a un taux d’enfants âgés d’un an vaccinés contre la diphtérie, le tétanos et la coqueluche de 96 %, contre la rougeole de 90%, et contre l’hépatite B de 90 % ; les moyennes des pays de l’OCDE étant respectivement de 95 %, 95 %, 91 %. La France a un taux de la population âgée de 65 ans et plus vaccinée contre la grippe de 50 % (53 % de moyenne OCDE).

## Lien web
- https://vaccination-info-service.fr/